# Joseph S. Cardone
Pour les articles homonymes, voir Cardone.
Joseph S. Cardone, souvent appelé J.S. Cardone, est un réalisateur, scénariste, et producteur de cinéma américain né à Pasadena le 19 octobre 1946. Il est notamment le réalisateur des Vampires du désert et le scénariste de Prom Night, remake du film Le Bal de l'horreur de Paul Lynch.

## Filmographie

### Réalisateur
- 1982 : The Slayer (en)
- 1985 : Thunder Alley
- 1990 : Shadowzone
- 1991 : Extrême poursuite (en) (A Climate for Killing)
- 1993 : Shadowhunter (TV)
- 1995 : Black Day Blue Night (en)
- 1998 : Outside Ozona
- 2001 : Les Vampires du désert (The Forsaken)
- 2001 : True Blue
- 2004 : Mummy an' the Armadillo
- 2005 : 8 mm 2 : Perversions fatales (8MM 2) (vidéo)
- 2006 : Zombies (Wicked Little Things)

### Scénariste
- 1982 : The Slayer (en)
- 1985 : Thunder Alley
- 1990 : Shadowzone
- 1991 : Extrême poursuite (en) (A Climate for Killing)
- 1993 : Shadowhunter (TV)
- 1995 : Black Day Blue Night (en)
- 1998 : Outside Ozona
- 2001 : Les Vampires du désert (The Forsaken)
- 2001 : True Blue
- 2003 : Alien Hunter
- 2004 : Mummy an' the Armadillo
- 2004 : Sniper 3 (vidéo)
- 2006 : Le Pacte du sang (The Covenant)
- 2008 : Prom Night, le bal de l'horreur (Prom Night)
- 2009 : Le Beau-Père (The Stepfather)